# Radioactive (Marina and the Diamonds-dal)
A Radioactive egy dal Marina and the Diamonds walesi énekesnőtől, második, Electra Heart című albumának deluxe kiadásáról. 2011. szeptember 23-án jelent meg az album első promóciós kislemezeként, a brit kislemezlista 25. helyezését elérve.

## Háttér
Diamandis így beszélt a dalról:
„A Radioactive-t New Yorkban írtam egy 'ihlethullám' közepén. Bevezetett az új, csillogó éjszakai életbe, beleszerettem New Yorkba; megvan a varázsa, ragyogó fehér energiája, ami semelyik másik városnak nincs a világban. Boldog voltam, és inspirált lettem, hogy írjak egy olyan számot, amelyik a fényes és euforikus, egy kissé 'áramvonalas', minimalista dalszerzést tükröz. Teljesen más irányból közelítettem meg ezt, és az eredmények olyan számok, melyeket sose írtam volna egyedül…”

## Videóklip
A Radioactive videóklipjét Caspar Balslev rendezte, aki a Fear & Loathing forgatásán is dolgozott, mely az Electra Heart-történet első része volt, a Radioactive a második. Los Angeles-ben forgatták, az énekesnő YouTube csatornájára 2011. augusztus 22-én került fel. A premier előtt Marina Tumblr-n tett közzé képeket a kisfilmből.

## Számlista és formátumok
- iTunes EP[3][7]

1. Radioactive – 3:46
2. Radioactive (Tom Staar Remix) – 5:20
3. Radioactive (Chuckie Big House Mix) – 6:00
4. Radioactive (How to Dress Well Remix)– 5:12
5. Radioactive (Captain Cuts remix) – 4:06
6. Radioactive (Acoustic) – 3:30
7. Radioactive (Extended Edit) – 4:43

## Megjelenések
| Ország             | Dátum                | Formátum           | Kiadó       |
| ------------------ | -------------------- | ------------------ | ----------- |
| Ausztrália         | 2011. szeptember 23. | Digitális letöltés | 679 Artists |
| Írország           | 2011. szeptember 30. | Digitális letöltés | 679 Artists |
| Egyesült Királyság | 2011. szeptember 30. | Digitális letöltés | 679 Artists |